# Rastreador-brasileiro
O rastreador-brasileiro é uma raça de cães do tipo sabujo desenvolvida no Brasil, relativamente rara, utilizada para caça. É, junto com o fila brasileiro e o terrier brasileiro, uma das três raças brasileiras reconhecidas pela FCI atualmente.

## Reconhecimento
Foi a primeira raça canina brasileira a obter reconhecimento internacional em 01 de setembro de 1967 pela FCI. Porém, em 1974, foi declarada extinta, perdendo assim o reconhecimento da FCI. 
Nos anos 2000, iniciou-se um processo de resgate da raça, e, em 2019 o rastreador brasileiro reconquistou o reconhecimento pela FCI.

## História
Na década de 50 o cinófilo Oswaldo Aranha Filho, resolveu criar uma raça de cão para auxiliar na caça de raposas, tatus, onças pardas, onças pintadas e porcos-do-mato, que deveria ser de coloração clara e sem a cor amarela para não confundir o cão e a caça, ter excelente olfato, grande capacidade venatória, deveria ter um latido alto e variado, para indicar ao caçador a maneira de conduzir a caça, sinalizando por exemplo se perderam o rastro ou a proximidade da caça, também deveriam saber caçar sempre farejando, desentocando e acuando a caça para que o caçador pudesse abatê-la  Também deveria ter grande resistência, coragem e persistência para, em grupo, intimidar e perseguir a onça, por quanto tempo fosse necessário, atravessando matas cerradas, pântanos e até mesmo rios, já que aquele felino é bom nadador. Para conseguir estes objetivos, Aranha cruzou cães da raça veadeiro  e cães importados, das raças foxhound americano, treeing walker coonhound, bluetick coonhound, Coonhound Inglês, Coonhound preto e castanho e o Pequeno azul da Gasconha.
Após quase duas décadas de trabalho, Aranha chegou a um cão que reunia quase todas as qualidades desejadas quando iniciou o trabalho, a exceção era não ter apenas cães claros entre os integrantes da raça, mas devido à alta capacidade para a caça que seus cães desenvolveram, resolveu manter também cães que não fossem inteiramente brancos. E aproveitando-se de uma visita de três juízes da Federação Cinológica Internacional ao Brasil em 1967, conseguiu no mesmo ano o reconhecimento do rastreador brasileiro por esta entidade cinófila, rapidamente reuniu toda a documentação e comprovações exigidas para o reconhecimento.

Em 1973 uma epidemia de piroplasmose e uma intoxicação por excesso de carrapaticida matou 39 cães do plantel de Oswaldo Aranha, e devido a isto, após uma reunião em 1974, a raça foi considerada extinta pelo Brasil Kennel Club, que era a principal entidade cinófila brasileira da época, e filiada a FCI.

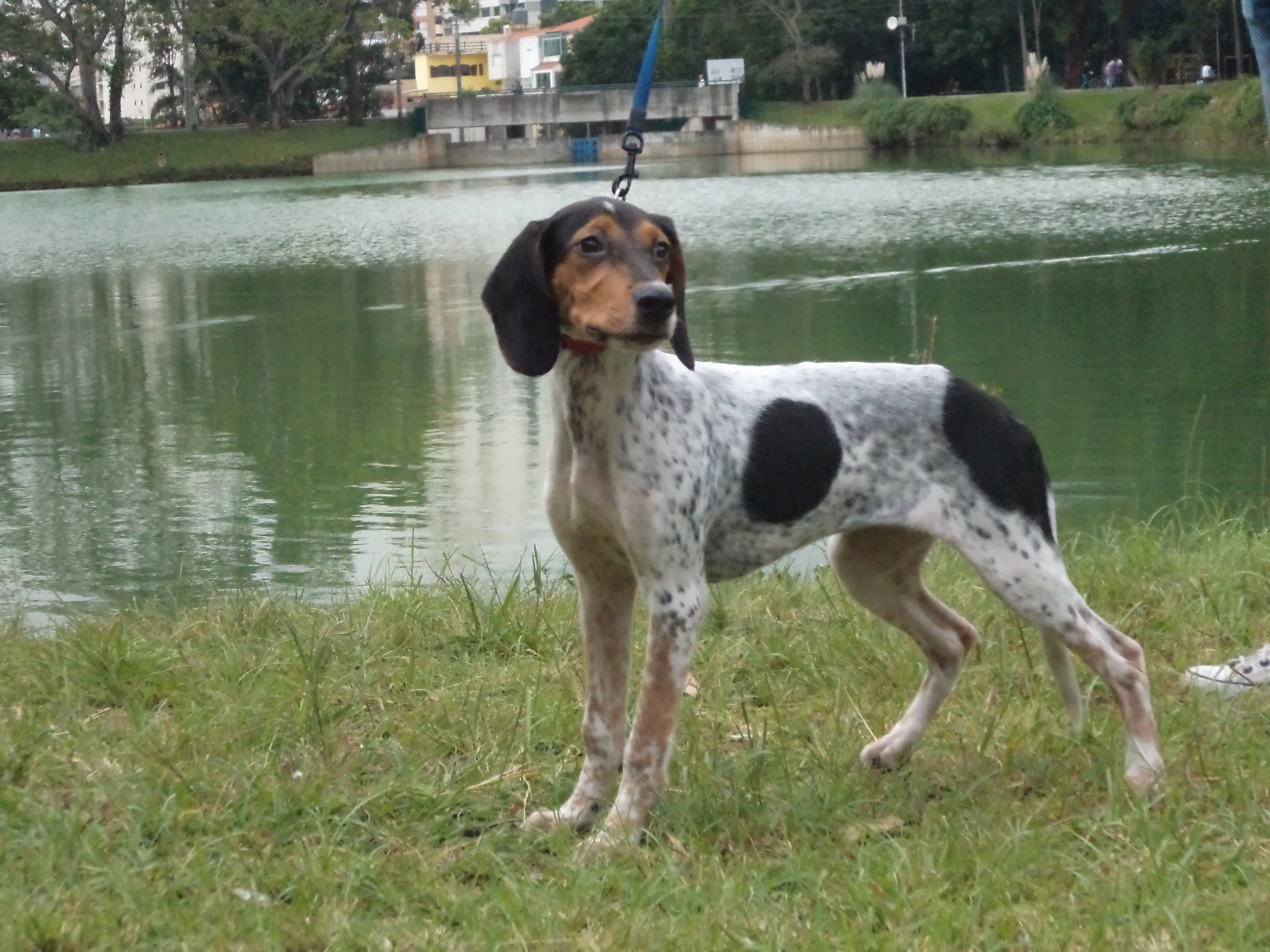
Gaya, Rastreadora Brasileira

Durante o processo de desenvolvimento da raça, Oswaldo Aranha doou dezenas de rastreadores brasileiros a caçadores e fazendeiros das regiões Sudeste e Centro-Oeste do Brasil, em troca de avaliação de desempenho da raça na caça. Após mais de meio século do início do trabalho de desenvolvimento, os descendentes destes cães se espalharam rapidamente por todo o interior do país, devido às suas grandes qualidades de caçador foi muito procurado por outros caçadores e fazendeiros, e a isto de deve a sua expansão por outras regiões do país e a interrupção temporária do processo de extinção.

## Nomenclatura
Devido ao seu potente latido, é conhecido em algumas regiões como urrador. Devido à sua semelhança com o seu ancestral foxhound americano, é também chamado de americano em outras regiões. Também é conhecido como rastejador brasileiro e devido à sua grande presença na região do pantanal, é conhecido ali como pantaneiro, aliás esta é a região onde mesmo ilegalmente, é ainda hoje muito usado por pecuaristas na caça a onças, suçuaranas e lobos-guará que ameaçam seus rebanhos, mas a casos semelhantes também em outras regiões.

## Resgate da raça
A partir da década de 2000, o criador de dogues brasileiros Victor Jones, de Salvador, criou uma organização chamada "Grupo de Apoio ao Resgate do Rastreador Brasileiro" (GARRB), e começou um trabalho em busca de um novo reconhecimento oficial da raça junto a Confederação Brasileira de Cinofilia, e principalmente evitar que a raça realmente venha a extinção. Ele começou um árduo trabalho de busca, catalogação e cruzamentos de cães descendentes da criação de Oswaldo Aranha, sempre buscando a padronização e ampliação da variedade genética da raça. Hoje conta com a ajuda de vários colaboradores entusiastas da ideia, espalhados por todas as regiões do Brasil, e após dez anos do início do trabalho, já conta com 55 cães cadastrados. O GARRB, além destes cinquenta e cinco cães catalogados, que foram encontrados em dez estados brasileiros espalhados por todas as regiões do Brasil, também localizou outros cinquenta rastreadores brasileiros de proprietários sem interesse em participar do trabalho de resgate da raça.
A expectativa do GARRB é atender até 2013 a todas as exigências da CBKC para pleitearem um novo reconhecimento da raça. Estas exigências são apresentar um padrão oficial e quarenta cães adultos com morfologia bem equlibrada e homogênea que se enquadrem dentro deste padrão rácico, estes cães também devem pertencer a pelo menos seis linhas de sangue.
Quanto ao padrão oficial da raça, o único existente até o momento foi publicado de maneira resumida na década de 1970 pela mais importante enciclopédia de raças da época, a Encilopédia Canina da Rizzoli Editore, os integrantes do GARRB não conseguiram localizar este documento de forma integral, por isso com base neste documento e nas características mais comuns encontradas no rastreador brasileiro, criaram um novo padrão mais completo que está sendo analisado para sua posterior homologação.
Um dos objetivos do GARRB é além de resgatar a raça, também fazer com que ela mantenha viva suas grandes qualidades de rastreador e também a boa saúde da raça, para isto o GARRB pretende apenas acasalar cães que sejam isentos de displasia coxofemoral atestado através de exame radiológico, esta doença é um mal genético que acomete cães de várias raças de médio e grande porte, por isso esta medida evitaria que futuramente a raça passasse a ser acometida por este mal.
Quanto às suas habilidades de rastreador, o GARRB pretende apenas acasalar cães que sejam aprovados em um teste de aptidões naturais para cães de rastro. Espera-se com isto manter a habilidade de rastreamento da raça para quem sabe ela vir a ser utilizada como cão de busca e resgate.

## Aparência
São cães muito belos e têm aparência comum a maioria dos cães de tipo "hound", do qual descendem. A cabeça é triangular, a trufa é escura e levemente aponta ao solo, olhos escuros, orelhas longas, caídas e com pontas arredondadas, o pescoço possui relativamente mais pele solta do que em outras partes do corpo. São relativamente grandes, podem atingir até 67 centímetros na altura da cernelha, possuem silhueta corporal retangular e aparência rústica e forte, sem no entanto, serem atarracados ou possuírem músculos marcados, pelo contrário, a pele é um pouco frouxa ao corpo, o peito é forte e o abdómen é pouco marcado em relação ao peito. A cauda aponta para cima quando o cão está atento ou movimentando-se. A pelagem é curta e dura ao tato, as cores são anilado, branco com todo o corpo manchado de azul, branco com manchas de uma ou duas cores, geralmente pretas e castanhas.

## Temperamento e saúde
Como esta raça está em processo de reconstrução, há pouca ou nenhuma informação sobre doenças específicas ou especulação de saúde excepcional. Cão vivaz, alegre, muito sociável com pessoas e com habilidades de caça fora do comum, se porta tranquilamente em matilha. Não possuem muita vocação para a guarda, mas são excelentes cães de alarme, com latido muito alto e costumam urrar para pessoas que se aproximem do portão, e são exímios farejadores e caçadores de animais de pequeno, e em especial de grande porte, farejar até descobrir a caça parece uma obsessão a estes cães, geralmente atuam em duplas ou trios, a forma de atuarem na caça sempre é farejando, localizando, desentocando e acuando a caça para que o caçador possa abate-la. A altura e a variedade de sons que emitem durante as caçadas é impressionante, a urrados diferentes para avisar se localizaram ou perderam o rastro da caça e também indicam se estão próximos ou não do animal perseguido, entre outros.
O Rastreador Brasileiro é um cão de caça, não um tipo de cachorro utilizado como animal de estimação. Não é recomendado para casas com crianças pequenas ou idosos frágeis. Os Coonhounds, utilizados para a criação desta raça, são famosos por seu temperamento destrutivo, podendo destruir o ambiente doméstico; além de ter um instinto natural de seguir e agarrar gatos e outras criaturas.

## Outras raças brasileiras
| - Braco de japma - Buldogue campeiro - Buldogue serrano - Bull-mastiff brasileiro - Bullbras - Cão sertanejo - Dogue brasileiro - Fila brasileiro - Galgo da campanha - Griffon barbudo | - Hound do Brasil - Kitler - Ovelheiro gaúcho - Pastor mantiqueira - Podengo crioulo - Terrier brasileiro - Veadeiro paulista - Veadeiro catarinense - Veadeiro pampeano - Veadeiro nacional |